# Puerto de Dublín
El Puerto de Dublín (en irlandés: Calafort Átha Cliath; en inglés: Dublin Port) es un puerto marítimo en Dublín, Irlanda. Tiene tanto importancia histórica como contemporánea por aspectos económicos. Aproximadamente dos terceras partes del tráfico de los puertos de Irlanda pasa a través del puerto de Dublín. Recientemente el puerto y su tierra, en su mayoría en el extremo oriental de Northside en Dublín, alcanzaron un valor de € 25 mil millones - € 30 mil millones. El moderno puerto de Dublín se encuentra a ambos lados del río Liffey, en su desembocadura. En el lado norte del río, la parte principal (205 hectáreas o 510 acres) del puerto se encuentra al final de la pared del este y la pared del norte, de Alexandra Quay.